# 749
Năm 749 là một năm trong lịch Julius.